# Tristan Harris
Tristan Harris ( /trɪsˈtɑːn/ ; nascido em 1983/1984)  é um especialista em ética em tecnologia americano. Ele é o diretor executivo e cofundador do Center for Humane Technology .
No início de sua carreira, Harris trabalhou como especialista em ética de design no Google . Ele recebeu seu diploma de bacharel pela Universidade de Stanford, onde estudou ciência da computação.
Harris apareceu no documentário da Netflix , O Dilema das Redes . O filme apresenta Harris e outros ex-funcionários de tecnologia explicando como o design das plataformas de mídia social estimula o vício para maximizar o lucro e manipula as opiniões, emoções e comportamento das pessoas - o que é chamado de Extrativismo de Atenção. O filme também examina o efeito das mídias sociais na saúde mental, principalmente dos adolescentes. Consequências que cujo termo ele cunhou de "Rebaixamento Humano".